# Epitome Astronomiae Copernicanae
Epitome Astronomiae Copernicanae est un manuel d'astronomie sur le système héliocentrique, rédigé en latin par l’astronome et mathématicien allemand Johannes Kepler durant la période de 1615 à 1621.

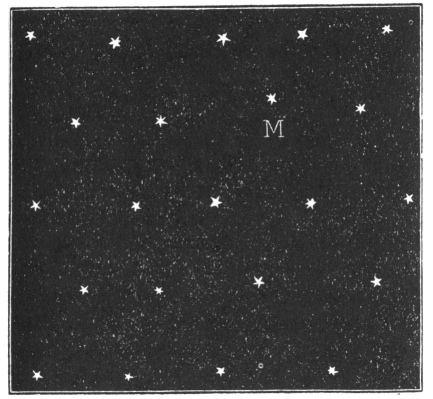
Représentation de Kepler dans lEpitome, montrant le Monde comme une planète parmi d’autres.

Il tendait à expliquer simplement l’astronomie et le Principe de Copernic et était enrichi des propres découvertes de Kepler .
Il contient notamment la première version imprimée de sa troisième loi du mouvement planétaire.
L’ouvrage a été conçu comme un manuel, et la première partie a été écrite en 1615.
Divisé en sept livres, l'Epitome couvre une grande partie des premières pensées et découvertes de Kepler, ainsi que ses positions ultérieures sur la physique, la métaphysique et les archétypes.
Dans le livre IV, il soutient la cosmologie  copernicienne. Dans le livre V, il expose les fondements mathématiques de ses points de vue. Kepler a rédigé cet ouvrage en parallèle à la rédaction de son Harmonices Mundi (1619), les derniers livres V à VII sont publiés en 1621.
Cependant, le contenu de l'ouvrage fut considéré comme hérétique, et Epitome Astronomiae Copernicanae mis à l'index par l'Église catholique.